# Haworthiopsis koelmaniorum
Haworthiopsis koelmaniorum, coneguda abans com Haworthia koelmaniorum és una espècie suculenta que pertany a la subfamília de les asfodelòidies. És originària de Sud-àfrica, a la província de Mpumalanga.

## Descripció
Haworthiopsis koelmaniorum és una espècie bastant inusual de creixement lent. Es caracteritza per tenir entre 14 i 20 fulles que són ovades, de 7 cm de llargada per 2 cm d'amplada, opaques, de color verd marronós fosc, marró, vermellós o gris o alguna cosa entremig (a diferència de verdoses com H. limnifolia), una mica recurvades, escabres amb petites tubercles elevats, marges i quilla amb petites espines. La superfícies de llurs fulles són noduloses i coriàcies, que s'assemblen una mica a la pell d'un rèptil. És força variable i en la majoria de les colònies es troben plantes típiques de fulla llarga, així com alguns exemples de fulla més curta. Aquests darrers sovint no es distingeixen en aparença de la varietat típica mcmurtryi. Les rosetes no tenen tiges, amb un diàmetre de 5 a 10 cm. La Inflorescència és esvelta, lleugera fins a 35 cm d'alçada. Haworthiopsis koelmaniorum sol créixer més d'una tija de flor en una temporada de floració determinada, normalment de 2 a 3. Es produeixen amb freqüència durant un període de poques setmanes. Tenen entre 10 a 15 flors que són esveltes, revolutes de puntes tèpals.
Haworthiopsis koelmaniorum s'assembla molt al seu parent més proper Haworthiopsis limifolia, almenys en termes de rugositat i berrugues, però no linealment punxeguda, i té un creixement molt més lent. També està relacionat amb Haworthiopsis venosa i d'alguna manera amb Haworthiopsis tessellata.

## Distribució i hàbitat
Haworthiopsis koelmaniorum és l'espècie registrada més al nord del gènere, on creix des d'una petita àrea tant de la província sud-africana de Limpopo (als voltants de Groblersdal) com a la a la província sud-africana de Mpumalanga (a la presa de Loskop), a una altitud d'uns 900-1200 metres sobre el nivell del mar. Creix de forma solitària en matollars àrids (sabana) i praderies, principalment en afloraments i serralades de quarsita i gres, tant en llocs exposats com a l'ombra d'arbustos i herbes; però en ombra profunda tendeix a desplaçar-se, formant mates, on els plançons són valuosos. Les plantes sempre creixen en cavitats profundes entre roques fixes, generalment encaixades fermament al sòl. Normalment, les rosetes són a ras i estan ben camuflades, amb una superfície del sòl semblant a fulles mortes, pel seu color i la seva textura, cosa que fa que les plantes siguin extremadament críptiques. Són de color verd marronós, de vegades prenen un to vermellós o grisenc amb l'edat. Aquestes plantes són difícils de detectar al seu hàbitat natural. En èpoques de sequera severa, tota la part terrestre d'aquestes plantes es pot encongir i estar coberta per pols i fulles mortes, però les inflades arrels suculentes romanen vives. Haworthia koelmaniorum prospera en un sistema ecològic provocat pel foc. Sovint, això provoca pèrdues de Haworthies i redueix la mida de les poblacions, confinant-les en gran part a zones protegides per les roques més grans. No obstant això, els incendis tenen poc efecte en aquestes plantes i milloren les condicions per a la germinació de les llavors als estius directament després d'un incendi d'herba a l'hivern.
La crema d'herba seca danya amb freqüència les plantes, normalment destrueix el teixit a la punta de les fulles. Només les plantes grans i robustes sembla que són capaces de florir en aquestes condicions. Els hàbitats es degraden, mitjançant l'exclusió dels incendis, per la ramaderia i l'expansió dels assentaments rurals.

## Taxonomia
Haworthia koelmaniorum va ser descrita per Anna Amelia Obermeyer i David Spencer Hardy i publicat a Flowering Plants of Africa 38: t. 1502, a l'any 1967, i reubicada a Haworthiopsis com a Haworthiopsis koelmaniorum per G.D.Rowley el 2013.
Etimologia
Haworthiopsis: La terminació -opsis deriva del grec ὀψις (opsis), que significa 'aparença', 'semblant' per la qual cosa, Haworthiopsis significa "com a Haworthia", i que honora al botànic britànic Adrian Hardy Haworth (1767-1833).
koelmaniorum: epítet en honor d'Arthur Koelman (1915-1994), mestre d'escola i horticultor sud-africà, membre de la Suculent Society of South Africa i pioner en les hibridacions d'àloes.
Varietats acceptades
- Haworthiopsis koelmaniorum var. koelmaniorum (Varietat tipus)
- Haworthiopsis koelmaniorum var. mcmurtryi (C.L.Scott) Gildenh. & Klopper[8]

Sinonímia
- Haworthia koelmaniorum Oberm. & D.S.Hardy
- Haworthia limifolia var. koelmaniorum (Oberm. & D.S.Hardy) Halda
- Tulista koelmaniorum (Oberm. & D.S.Hardy) G.D.Rowley[1]